# Lutas nos Jogos Pan-Americanos de 2023 - Livre até 53 kg feminino
A categoria livre até 53 kg feminino das lutas nos Jogos Pan-Americanos de 2023 foi disputada em 3 de novembro de 2023 no Centro de Treinamento Olímpico, em Ñuñoa. Um total de 9 lutadoras, cada uma representando um Comitê Olímpico Nacional (CON), participaram do evento.

## Medalhistas
| Ouro   | ECU Lucía Yépez                           |
| Prata  | CUB Laura Herin                           |
| Bronze | VEN Betzabeth Argüello CHI Antonia Valdés |

## Resultados
A competição foi realizada em um único dia até a definição das medalhistas:

### Fase eliminatória
|  | Oitavas de final   | Oitavas de final   | Oitavas de final |  |  | Quartas de final       | Quartas de final       | Quartas de final |    |                        | Semifinal              | Semifinal       | Semifinal |  |  | Final | Final | Final |
|  |                    |                    |                  |  |  |                        |                        |                  |    |                        |                        |                 |           |  |  |       |       |       |
|  |                    |                    |                  |  |  |                        |                        |                  |    |                        |                        |                 |           |  |  |       |       |       |
|  |                    |                    |                  |  |  | VEN Betzabeth Argüello | VEN Betzabeth Argüello | 13F              |    |                        |                        |                 |           |  |  |       |       |       |
|  | DOM María González | DOM María González | 0                |  |  | MEX Karla Acosta       | MEX Karla Acosta       | 10               |    |                        |                        |                 |           |  |  |       |       |       |
|  | MEX Karla Acosta   | MEX Karla Acosta   | 10               |  |  |                        |                        |                  |    | VEN Betzabeth Argüello | VEN Betzabeth Argüello | 4               |           |  |  |       |       |       |
|  |                    |                    |                  |  |  |                        | CUB Laura Herin        | CUB Laura Herin  | 5  |                        |                        |                 |           |  |  |       |       |       |
|  |                    |                    |                  |  |  | CUB Laura Herin        | CUB Laura Herin        | 4F               |    |                        |                        |                 |           |  |  |       |       |       |
|  |                    |                    |                  |  |  | USA Samara Chavez      | USA Samara Chavez      | 0                |    |                        |                        |                 |           |  |  |       |       |       |
|  |                    |                    |                  |  |  |                        |                        |                  |    |                        | CUB Laura Herin        | CUB Laura Herin | 0         |  |  |       |       |       |
|  |                    |                    |                  |  |  |                        | ECU Lucía Yépez        | ECU Lucía Yépez  | 6  |                        |                        |                 |           |  |  |       |       |       |
|  |                    |                    |                  |  |  | PAN Kathia Caballero   | PAN Kathia Caballero   | 0                |    |                        |                        |                 |           |  |  |       |       |       |
|  |                    |                    |                  |  |  | CHI Antonia Valdés     | CHI Antonia Valdés     | 10F              |    |                        |                        |                 |           |  |  |       |       |       |
|  |                    |                    |                  |  |  |                        |                        |                  |    | CHI Antonia Valdés     | CHI Antonia Valdés     | 3               |           |  |  |       |       |       |
|  |                    |                    |                  |  |  |                        | ECU Lucía Yépez        | ECU Lucía Yépez  | 13 |                        |                        |                 |           |  |  |       |       |       |
|  |                    |                    |                  |  |  | PER Thalía Mallqui     | PER Thalía Mallqui     | 0                |    |                        |                        |                 |           |  |  |       |       |       |
|  |                    |                    |                  |  |  | ECU Lucía Yépez        | ECU Lucía Yépez        | 10               |    |                        |                        |                 |           |  |  |       |       |       |
|  |                    |                    |                  |  |  |                        |                        |                  |    |                        |                        |                 |           |  |  |       |       |       |

### Repescagem
|  | Disputa pelo bronze    |                        |    |
|  |                        |                        |    |
|  | USA Samara Chavez      | USA Samara Chavez      | 2  |
|  | VEN Betzabeth Argüello | VEN Betzabeth Argüello | 12 |

|  | Disputa pelo bronze |                    |   |
|  |                     |                    |   |
|  | PER Thalía Mallqui  | PER Thalía Mallqui | 2 |
|  | CHI Antonia Valdés  | CHI Antonia Valdés | 4 |